# Sphyrospermum
Sphyrospermum är ett släkte av ljungväxter. Sphyrospermum ingår i familjen ljungväxter.

## Bildgalleri

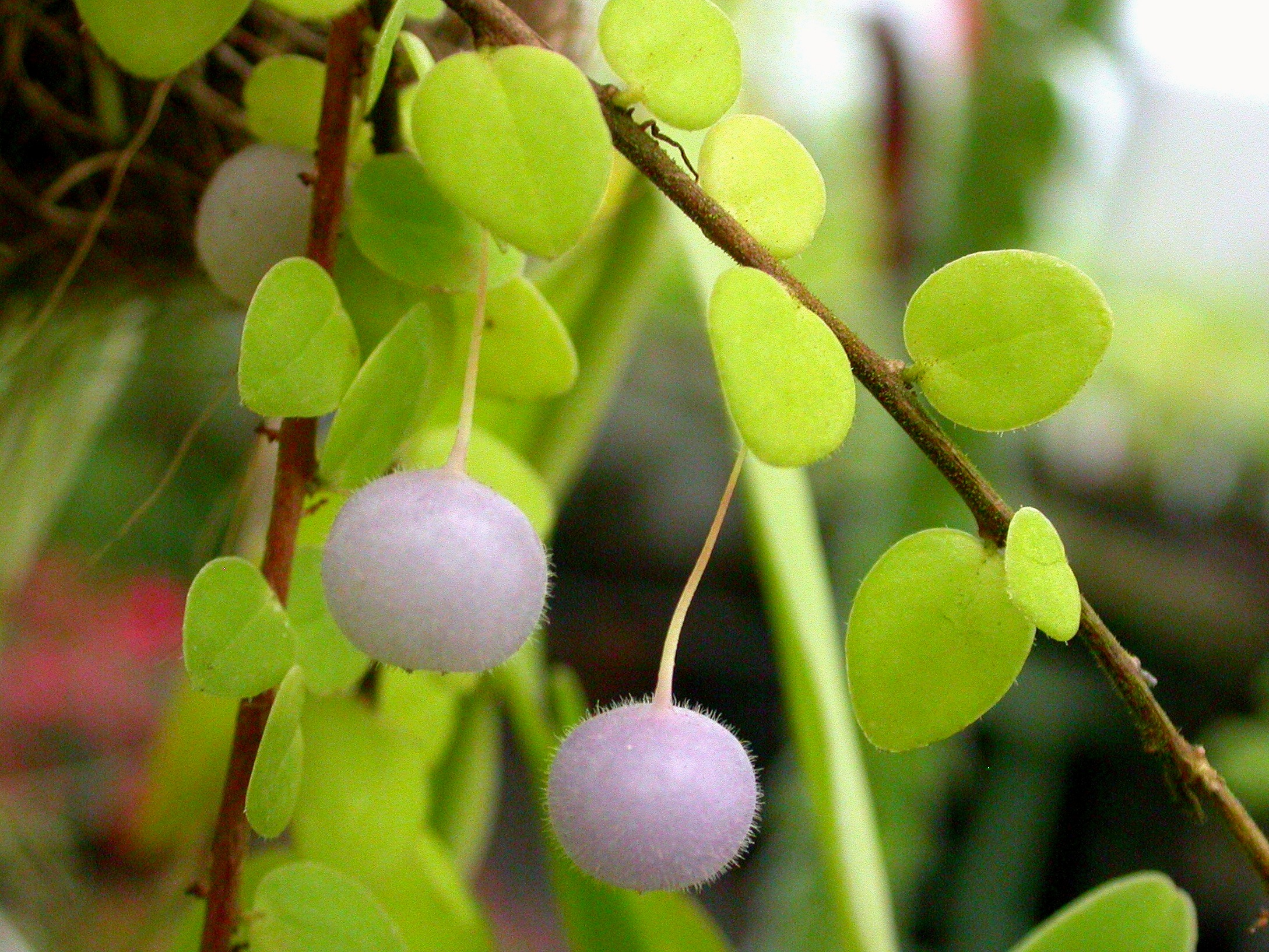
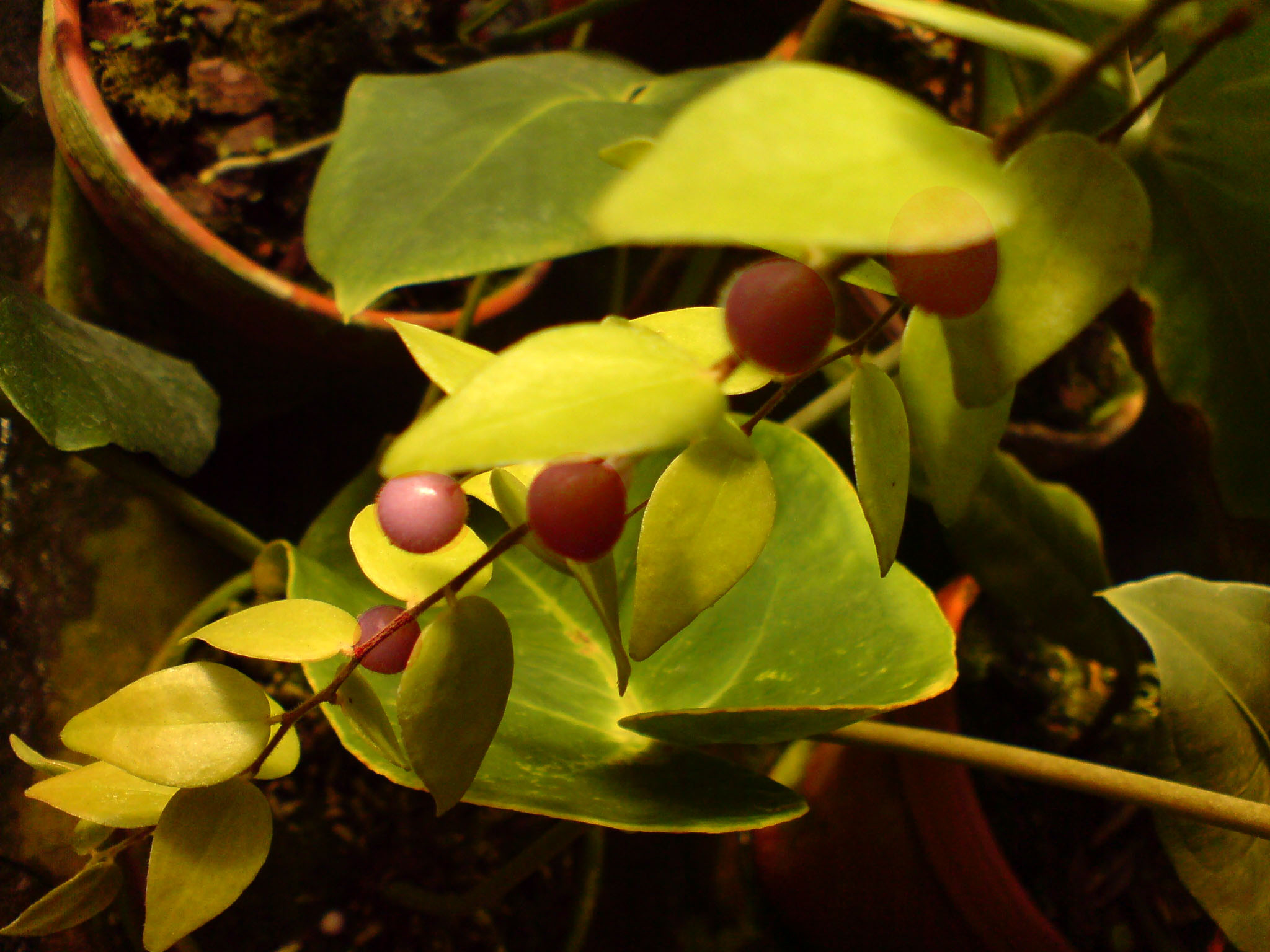

## Dottertaxa tillSphyrospermum, i alfabetisk ordning[1]
- Sphyrospermum boekei
- Sphyrospermum buesii
- Sphyrospermum buxifolium
- Sphyrospermum campanulatum
- Sphyrospermum cordifolium
- Sphyrospermum dissimile
- Sphyrospermum distichum
- Sphyrospermum dolichanthum
- Sphyrospermum ellipticum
- Sphyrospermum flaviflorum
- Sphyrospermum glutinosum
- Sphyrospermum grandifolium
- Sphyrospermum haughtii
- Sphyrospermum klotzschianum
- Sphyrospermum lanceolatum
- Sphyrospermum linearifolium
- Sphyrospermum longifolium
- Sphyrospermum microphyllum
- Sphyrospermum munchiqueense
- Sphyrospermum muscicola
- Sphyrospermum myrtifolium
- Sphyrospermum revolutum
- Sphyrospermum rotundifolium
- Sphyrospermum sessiliflorum
- Sphyrospermum sodiroi
- Sphyrospermum spruceanum
- Sphyrospermum standleyi
- Sphyrospermum tuberculatum
- Sphyrospermum weberbaueri
- Sphyrospermum xanthocarpum